# Alpha Fornacis
Alpha Fornacis (Dalim, 27 Fornacis) é uma estrela binária na direção da Fornax. Possui uma ascensão reta de 03h 12m 04.28s e uma declinação de −28° 59′ 20.8″. Sua magnitude aparente é igual a 3.80. Considerando sua distância de 46 anos-luz em relação à Terra, sua magnitude absoluta é igual a 3.05. Pertence à classe espectral F8V.